# Ruth Dalsgaard
Ruth Dalsgaard (* 22. Mai 1912; † im 20. Jahrhundert als Ruth Frederiksen) war eine dänische Badmintonspielerin. Gerda Frederiksen war ihre Schwester.

## Karriere
Ruth Dalsgaard war neben ihrer Schwester Gerda die herausragende Spielerin aus den Anfangstagen des Wettkampfsports Badminton in Dänemark in den 1930er Jahren. Sechs Mal gewannen die Schwestern zwischen 1931 und 1937 das Damendoppelfinale. Ruth war zusätzlich noch in allen genannten Jahren im Einzel erfolgreich, Gerda gewann 1932 das Mixed mit Sejlidt Raaskou.

## Sportliche Erfolge
| Saison    | Veranstaltung                   | Disziplin   | Platz | Name                                                |
| --------- | ------------------------------- | ----------- | ----- | --------------------------------------------------- |
| 1930/1931 | Dänemark: Einzelmeisterschaften | Dameneinzel | 1     | Ruth Frederiksen, Skovshoved IF                     |
| 1930/1931 | Dänemark: Einzelmeisterschaften | Damendoppel | 1     | Gerda Frederiksen / Ruth Frederiksen, Skovshoved IF |
| 1931/1932 | Dänemark: Einzelmeisterschaften | Damendoppel | 1     | Gerda Frederiksen / Ruth Frederiksen, Skovshoved IF |
| 1931/1932 | Dänemark: Einzelmeisterschaften | Dameneinzel | 1     | Ruth Frederiksen, Skovshoved IF                     |
| 1932/1933 | Dänemark: Einzelmeisterschaften | Damendoppel | 1     | Gerda Frederiksen / Ruth Frederiksen, Skovshoved IF |
| 1932/1933 | Dänemark: Einzelmeisterschaften | Dameneinzel | 1     | Ruth Frederiksen, Skovshoved IF                     |
| 1932/1933 | Dänemark: Einzelmeisterschaften | Mixed       | 1     | Sven Strømann / Ruth Frederiksen, Skovshoved IF     |
| 1933/1934 | Dänemark: Einzelmeisterschaften | Damendoppel | 1     | Gerda Frederiksen / Ruth Frederiksen, Skovshoved IF |
| 1933/1934 | Dänemark: Einzelmeisterschaften | Dameneinzel | 1     | Ruth Frederiksen, Skovshoved IF                     |
| 1933/1934 | Dänemark: Einzelmeisterschaften | Mixed       | 1     | Sven Strømann / Ruth Frederiksen, Skovshoved IF     |
| 1934/1935 | Dänemark: Einzelmeisterschaften | Mixed       | 1     | Sven Strømann / Ruth Frederiksen, Skovshoved IF     |
| 1934/1935 | Dänemark: Einzelmeisterschaften | Damendoppel | 1     | Gerda Frederiksen / Ruth Frederiksen, Skovshoved IF |
| 1934/1935 | Dänemark: Einzelmeisterschaften | Dameneinzel | 1     | Ruth Frederiksen, Skovshoved IF                     |
| 1936      | Denmark Open                    | Mixed       | 1     | Poul Vagn Nielsen / Ruth Frederiksen                |
| 1936      | Denmark Open                    | Dameneinzel | 1     | Ruth Frederiksen                                    |
| 1935/1936 | Dänemark: Einzelmeisterschaften | Dameneinzel | 1     | Ruth Frederiksen, Skovshoved IF                     |
| 1937      | Denmark Open                    | Damendoppel | 1     | Ruth Dalsgaard / Dorothy Graham                     |
| 1936/1937 | Dänemark: Einzelmeisterschaften | Damendoppel | 1     | Gerda Frederiksen / Ruth Dalsgaard, Skovshoved IF   |
| 1936/1937 | Dänemark: Einzelmeisterschaften | Dameneinzel | 1     | Ruth Frederiksen, Skovshoved IF                     |
| 1936/1937 | Dänemark: Einzelmeisterschaften | Mixed       | 1     | Aksel Hansen / Ruth Dalsgaard, Skovshoved IF        |
| 1939      | Denmark Open                    | Damendoppel | 1     | Queenie Allen / Ruth Dalsgaard                      |
| 1938/1939 | Dänemark: Einzelmeisterschaften | Mixed       | 1     | Tage Madsen / Ruth Dalsgaard, Skovshoved IF         |
| 1939      | All England                     | Damendoppel | 1     | Ruth Dalsgaard / Tonny Olsen                        |
| 1939/1940 | Dänemark: Einzelmeisterschaften | Mixed       | 1     | Tage Madsen / Ruth Dalsgaard, Skovshoved IF         |
| 1941/1942 | Dänemark: Einzelmeisterschaften | Damendoppel | 1     | Ruth Dalsgaard / Jytte Thayssen, Skovshoved IF      |
| 1941/1942 | Dänemark: Einzelmeisterschaften | Mixed       | 1     | Tage Madsen / Ruth Dalsgaard, Skovshoved IF         |